# Carlette Guidry-White
Carlette Denise Guidry-White (ur. 4 września 1968 w Houston) – amerykańska lekkoatletka specjalizująca się w biegach sprinterskich, dwukrotna złota medalistka letnich igrzysk olimpijskich (Barcelona 1992, Atlanta 1996), złota medalistka mistrzostw świata (Göteborg 1995) w sztafecie 4 × 100 metrów. W początkowym okresie kariery odnosiła również sukcesy w skoku w dal.

## Sukcesy sportowe

### Igrzyska olimpijskie
| Miejsce | Dzień      | Rok  | Miejscowość | Konkurencja        | Czas biegu | Strata   | Zwycięzca        |
| ------- | ---------- | ---- | ----------- | ------------------ | ---------- | -------- | ---------------- |
| 5.      | 9 sierpnia | 1992 | Barcelona   | bieg na 200 m      | 22,30 s    | + 0,49 s | Gwen Torrence    |
| złoto   | 8 sierpnia | 1992 | Barcelona   | sztafeta 4 × 100 m | 42,11 s    | -        | -                |
| 8.      | 1 sierpnia | 1996 | Atlanta     | bieg na 200 m      | 22,61 s    | + 0,49 s | Marie-José Pérec |

### Mistrzostwa świata
| Miejsce | Dzień       | Rok  | Miejscowość | Konkurencja        | Czas biegu | Strata   | Zwycięzca     |
| ------- | ----------- | ---- | ----------- | ------------------ | ---------- | -------- | ------------- |
| 8.      | 27 sierpnia | 1991 | Tokio       | bieg na 100 m      | 11,52 s    | + 0,53 s | Katrin Krabbe |
| NF      | 31 sierpnia | 1991 | Tokio       | sztafeta 4 × 100 m | -          | -        | Jamajka       |
| 4.      | 7 sierpnia  | 1995 | Göteborg    | bieg na 100 m      | 11,07 s    | + 0,22 s | Gwen Torrence |
| 11.     | 10 sierpnia | 1995 | Göteborg    | bieg na 200 m      | 22,91 s    | -        | Merlene Ottey |
| złoto   | 13 sierpnia | 1995 | Göteborg    | sztafeta 4 × 100 m | 42,12 s    | -        | -             |

## Rekordy życiowe
- bieg na 100 m – 10,94 – Nowy Jork 14/06/1991
- bieg na 200 m – 22,14 – Atlanta 23/06/1996
- bieg na 400 m – 51,53 – Londyn 15/07/1994
- skok w dal – 6,13 – Ateny 19/07/1986
- bieg na 60 m (hala) – 7,04 – Atlanta 04/03/1995
- bieg na 200 m (hala) – 22,73 – Atlanta 04/03/1995